# گرانت تورنتو اینترنشنال
گرانت تورنتو اینترنشنال (انگلیسی: Grant Thornton International) شرکت خدمات حرفه‌ای بریتانیایی است، که در سال ۱۹۸۰ تأسیس شد.
گرنت تورنتون یک شبکه خدمات حرفه‌ای چندملیتی مستقر در لندن، بریتانیا است. این شبکه از نظر درآمد هفتمین و از نظر تعداد کارمندان ششمین شبکه بزرگ جهان است. این شبکه متشکل از شرکت‌های عضو حسابداری و مشاوره مستقل است که خدمات تضمین، مالیات و مشاوره را به مشاغل خصوصی، نهادهای عام‌المنفعه و سازمان‌های بخش دولتی ارائه می‌دهند.
گرنت تورنتون از شرکت‌های عضو وابسته به شرکت بین‌المللی گرنت تورنتون، یک شرکت خصوصی با مسئولیت محدود با ضمانت، ثبت شده در انگلستان و ولز، تشکیل شده است. گرنت تورنتون یک نهاد عضویت بین‌المللی غیرانتفاعی، غیرمتخصص و بدون سرمایه سهام است.
شرکت‌های عضو در شبکه گرنت تورنتون در ۱۴۷ بازار فعالیت می‌کنند و حدود ۷۳۰۰۰ پرسنل را برای درآمد جهانی ترکیبی ۷٫۵ میلیارد دلار آمریکا استخدام می‌کنند.